# Cornufer trossulus
Espèce
Synonymes
- Batrachylodes trossulus Brown & Myers, 1949

Statut de conservation UICN

 LC  : Préoccupation mineure
Cornufer trossulus est une espèce d'amphibiens de la famille des Ceratobatrachidae.

## Répartition
Cette espèce est endémique de l'archipel des Salomon. Elle se rencontre jusqu'à 1 250 m d'altitude sur l'île Bougainville en Papouasie-Nouvelle-Guinée et sur l'île Choiseul aux Salomon.

## Description
Les mâles mesurent de 18,1 à 20,8 mm et les femelles de 18,1 à 22,7 mm.

## Publication originale
- Brown & Myers, 1949 : A new frog of the genus Batrachylodes from the Solomon Islands. Journal of the Washington Academy of Sciences, vol. 39, no 11, p. 379-380 (texte intégral).